# Сніжки (Польща)
Сніжки (Калічиці, Сьнежкі, пол. Śnieżki) — село в Польщі, у гміні Ботьки Більського повіту Підляського воєводства. Населення — 64 особи (2011).

## Історія
Вперше згадується в XVII столітті.
У 1975—1998 роках село належало до Білостоцького воєводства.

## Демографія
Демографічна структура станом на 31 березня 2011 року:
|          | Загалом | Допрацездатний вік | Працездатний вік | Постпрацездатний вік |
| -------- | ------- | ------------------ | ---------------- | -------------------- |
| Чоловіки | 29      | 4                  | 14               | 11                   |
| Жінки    | 35      | 3                  | 7                | 25                   |
| Разом    | 64      | 7                  | 21               | 36                   |